# Тома I Комнин
Тома̀ I Ко̀мнин Ду̀ка (на византийски гръцки: Θωμάς Α΄ Κομνηνός Δούκας) е деспот на Епирското деспотство от ок. 1297 до смъртта си през 1318 г.

## Биография
Тома е синът на Никифор I Комнин и Анна Кантакузина, племенница на император Михаил VIII Палеолог. В 1290 г. му бива поверена титлата деспот от братовчеда на майка му, император Андроник II Палеолог. Унаследяването на бащината му държава е застрашено в 1294 г. от брака на сестра му Тамара за Филип I, син на крал Карл II Анжуйски и унгарската принцеса Мария Арпад. Въпреки че на Филип е било обещано да наследи Епир след брака си с Тамар, когато Никифор I умира (между септември 1296 г. и юли 1298 г.), Анна осигурява престола за нейния малолетен син Тома, ставайки негов регент.
Това отделя Епир от неговия най-силен съюзник и оставя деспотството без външна подкрепа. Карл II Анжуйски настоява Епир да бъде даден на Филип и Тамар, но Анна отказва, твърдейки, че споразумението е било нарушено, когато Тамар е принудена да изостави православната си вяра. За да компенсира, Анна урежда съюз с Византия и брак между синът ѝ Тома и Анна Палеологина, дъщерята на съимператора Михаил IX Палеолог. Бракосъчетанието се състои между 1307 г. и 1313 г. Междувременно, Карл II изпраща войски в Епир, но те биват отблъснати и епирците успяват да напреднат към земите на Ангевините в Западните Балкани, възвръщайки си Бутринт и Нопактос в периода 1304 – 1305 г. Ново ангевинско нашествие през 1307 г. слага край на компромисното решение, по силата на което Филип I получава обратно крепостите, отвоювани от епирците в предишната война.
Епир се отправя все по-целенасочено към византийската сфера на влияние, докато през 1315 г. междуличностен конфликт между епирски и византийски военачалници не поставя началото на ново стълкновение. Византийците достигат чак до Арта, а Тома хвърля съпругата си в тъмница и започва преговори с Филип I. Но преди Епир да успее да създаде нов съюз с Ангевините, Тома I е убит от племенника си, граф Николай Орсини Кефалонски.